# Aeródromo La Laguna
El Aeródromo La Laguna (OACI: SCLU), es un terminal aéreo ubicado cerca de Marchigüe, Provincia Cardenal Caro, Región del Libertador General Bernardo O'Higgins, Chile. Es de propiedad privada.